# Mokrzec (Ukraina)
Mokrzec – wieś na Ukrainie, w obwodzie wołyńskim, w rejonie kowelskim. W 2001 roku liczyła 728 mieszkańców.
W pobliżu znajduje przystanek kolejowy Turopin, położony na linii Lwów – Sapieżanka – Kowel.
Do 2020 w rejonie turzyskim.